# Hemibryomima benigna
Hemibryomima benigna är en fjärilsart som beskrevs av H. Edwards 1884. Hemibryomima benigna ingår i släktet Hemibryomima och familjen nattflyn. Inga underarter finns listade i Catalogue of Life.